# All Ends
All Ends è una band alternative metal proveniente da Göteborg, Svezia, fondata nel 2003, in partenza progetto parallelo dei chitarristi Björn Gelotte e Jesper Strömblad, della band In Flames, ma attualmente non suonano più con gli All Ends.
Con la formazione iniziale comprendente Jesper Strömblad e Björn Gelotte alle chitarre, Emma Gelotte e Tinna Karlsdotter alla voce, e Joseph Skansås alla batteria, registrano un demo di 5 canzoni. Il demo viene registrato allo Studio Fredman e prodotto da Fredrik Nordström e Patrick J. Sten.
Nella primavera 2005, Michael Håkansson e Fredrik Johansson entrarono a far parte del gruppo, rispettivamente come bassista e chitarrista. Nell'agosto 2005, Peter Mårdklint divenne un membro degli All Ends come secondo chitarrista.
La più importante caratteristica dei All Ends è il duetto vocale delle due cantanti della band, Emma Gelotte e Tinna Karlsdotter, contrapposto al pesante e duro suono dell'heavy metal.
Il 17 marzo 2009, la cantante Emma Gelotte lascia la band per motivi personali, sarà poi Jonna Sailon la nuova cantante.

## Membri

### Membri attuali
- Jonna Sailon – Voce
- Tinna Karlsdotter – Voce
- Fredrik Johansson – Chitarra
- Peter Mårdklint – Chitarra
- Joseph Skansås – Batteria

### Ex componenti
- Michael Håkansson – Basso
- Björn Gelotte – Composizione (ex chitarrista)
- Jesper Strömblad – Composizione (ex chitarrista)
- Emma Gelotte - Voce

## Discografia
Album in studio
- 2007 - All Ends
- 2010 - A Road To Depression

Demo
- 2005 - Demo

EP
- 2007 - Wasting Life - Debut EP